# Лев Троцкий в 1917 году
Лев Троцкий в 1917 году застал Февральскую революцию в эмиграции в Нью-Йорке, США. 4 мая 1917 года Троцкий прибыл в Петроград, где стал неформальным лидером «межрайонцев», занимавших критическую по отношению к Временному правительству позицию. После провала попытки июльского восстания был арестован. В июле на VI съезде РСДРП(б) состоялось объединение «межрайонцев» с большевиками, а сам Троцкий вошёл в состав ЦК партии. После провала Корниловского выступления в сентябре Троцкий был освобождён, также, как и другие арестованные в июле большевики.
Лев Троцкий стал руководителем Петроградского совета рабочих и солдатских депутатов и, по оценке самого Ричарда Пайпса, в отсутствие Ленина фактически возглавлял деятельность большевиков в Петрограде вплоть до его возвращения. Именно по его инициативе был сформирован Петроградский военно-революционный комитет (ВРК), который стал основным органом подготовки вооружённого восстания в Петрограде.

## Окончание второй эмиграции (1914—1917)
В начале Первой мировой войны Троцкий находился в Вене, Австро-Венгрия. Опасаясь того, что он как русский подданный может быть интернирован (хотя он и был лишён гражданских прав судом в 1907 году), Троцкий 3 августа 1914 года выехал в Цюрих, Швейцария. В 1914—1916 г. жил в Париже, Франция; работал в социалистической газете «Наше слово», из которой он вытеснил Мартова. 14 сентября 1916 года газета была запрещена, а Троцкий — выслан из Франции за антивоенную пропаганду. После того как Великобритания, Италия и Швейцария отказались его принять, Троцкий направился в Испанию.
Вскоре после прибытия в Мадрид (Испания), Троцкий был арестован и через несколько дней выслан в Кадис (Испания) как «опасный анархист». Из Кадиса его собирались выслать в Гавану, Куба; но после бурных протестов отменили это решение. 25 декабря 1916 года Троцкий под надзором испанской полиции отбыл из Барселоны, Испания в Нью-Йорк, США на пароходе «Монсерат» и прибыл в туда 13 января 1917 года, где его и застала Февральская революция. Он не смог непосредственно участвовать в революционных событиях. Так же, как и для Ленина, революция в России стала для Троцкого неожиданностью. Ещё 16 января в статье, сопровождавшей интервью Троцкого нью-йоркской еврейской «The Forward», корреспондент заявил, что «товарищ Троцкий останется с нами… по крайней мере до конца войны».

## Интернирование в Канаде
27 марта 1917 года Троцкий направился в Россию на норвежском пароходе «Христианиафьорд» через канадский порт Галифакс.
В Галифаксе 3 апреля его, однако, интернировали британские власти — по одной из версий, причиной задержания стало отсутствие российских документов. Кроме того, власти опасались, что Троцкий своими действиями может подорвать стабильность в России. Формально британцы действовали на основании «чёрных списков» неблагонадёжных лиц, составленных ещё царским правительством. Троцкий пробыл в британском концлагере для интернированных моряков германского торгового флота (город Амхёрст, Новая Шотландия) около месяца. Вместе с ним были интернированы жена, двое сыновей и ещё пятеро российских социалистов, имена которых были записаны как Никита Мухин, Лейба Фишелев, Константин Романченко, Григорий Чудновский и Гершон Мельничанский. По некоторым источникам, Троцкий пытался вести в канадском концлагере социалистическую агитацию, после чего интернированные германские офицеры заявили протест британским властям. По заявлению коменданта концлагеря, «этот человек обладает невероятной харизмой. Буквально через несколько дней он стал самым популярным человеком в лагере».
Троцкий отказался сходить с парохода добровольно, так что его пришлось выносить силой, на руках, а начальник концлагеря полковник Моррис, воевавший в англо-бурскую войну, заявил ему: «Попались бы вы мне на южноафриканском побережье…». Сам Троцкий так описывает своё пребывание в концлагере:
| Военный лагерь «Amherst» помещался в старом, до последней степени запущенном здании чугунолитейного завода, отнятого у собственника-немца. Нары для спанья расположены были в три ряда вверх и в два ряда вглубь с каждой стороны помещения. В этих условиях нас жило 800 человек. Не трудно себе представить, какая атмосфера царила в этой спальне по ночам. Люди безнадёжно толпились в проходах, толкали друг друга локтями, ложились, вставали, играли в карты или в шахматы … Из 800 пленных, в обществе которых я провёл почти месяц, было около 500 матросов с затопленных англичанами немецких военных кораблей, около 200 рабочих, которых война застигла в Канаде, и около сотни офицеров и штатских пленных из буржуазных кругов.— Троцкий Л. Д. Моя жизнь. |

По требованию Петроградского совета и министра иностранных дел Временного правительства Милюкова британские власти отпускают Троцкого. 29 апреля он выходит из концлагеря и отправляется в Россию на датском пароходе через Швецию.
Путь Троцкого из Нью-Йорка в Петроград через британскую территорию породил теорию заговора, согласно которой он якобы являлся британским (или британо-американским) агентом, а в Галифаксе якобы «получал последние инструкции». В июле 1917 года Троцкому пришлось столкнуться с обвинениями в предполагаемом получении в Нью-Йорке десяти тысяч долларов из неизвестного источника, на что он с иронией заметил, что его «дёшево оценили». Эта теория получила гораздо меньшее распространение, чем теория о «немецком золоте Ленина», ввиду своей явной бессмысленности — Британия в это время воевала с Германией и не была заинтересована в том, чтобы Россия выходила из войны. Кроме того, если Германия предоставила Ленину возможность транзита в Россию через свою территорию, то Британия Троцкого интернировала. Что касается США, то они в 1917 году вообще не участвовали в войне и придерживались нейтралитета. Существуют также несколько противоречащих друг другу теорий заговора, объявляющих всех поголовно пассажиров парохода «Христианиафьорд» социалистическими агитаторами, вооружёнными боевиками и одновременно богатыми финансистами. На самом деле власти интернировали из пассажиров парохода вместе с Троцким всего шестерых человек, не считая его жены и детей.

## Прибытие в Петроград
4 мая Троцкий прибывает в Петроград. Его встречают несколько социалистов, однако в целом эта встреча не имела ничего общего с той пышностью, с которой в апреле на Финляндском вокзале встретили Ленина. Прямо с вокзала Троцкий отправляется на заседание Петросовета. В знак признания прежних заслуг (во время революции 1905 года Троцкий был председателем Петросовета) ему предоставляют место в исполкоме Петросовета с совещательным голосом.
Обшарпанный мрачный амфитеатр, освещённый пятью слабо мерцавшими лампочками, свисавшими на тонкой проволоке, был забит снизу доверху, до потолка: солдаты, матросы, рабочие, женщины, и все слушали с таким напряжением, как если бы от этого зависела их жизнь. Говорил солдат от какой-то 548 дивизии:

«Товарищи! – кричал он, и в его истощённом лице и жестах отчаяния чувствовалась самая настоящая мука… Укажите мне, за что я сражаюсь. За Константинополь или свободную Россию? За демократию или за капиталистические захваты? Если мне докажут, что я защищаю революцию, то я пойду и буду драться, и меня не придётся подгонять расстрелами»!
После возвращения Троцкий становится лидером фракции «межрайонцев», требовавших восстановления единства РСДРП. Существенных идеологических различий между фракциями «межрайонцев» и большевиков не было: и те, и другие поддерживали лозунги роспуска Временного правительства («перерастания буржуазной революции в социалистическую») и немедленного мира («демократический мир без аннексий и контрибуций»). В состав «Межрайонки» входил ряд способных агитаторов во главе с Троцким, однако сама по себе эта организация была слишком слаба и малочисленна, чтобы действовать как независимая партия; к моменту прибытия Троцкого из эмиграции фракция как раз обдумывала своё возможное слияние с большевиками либо какой-либо другой левой группировкой.
Ораторские способности Троцкого обращают на себя внимание Ленина, и в июле фракция «межрайонцев» в полном составе присоединяется к большевикам; по выражению Луначарского (также бывшего «межрайонцем»), Троцкий пришёл к большевизму «несколько неожиданно и сразу с блеском». В числе других значимых деятелей «Межрайонки» к большевикам присоединяются также В. А. Антонов-Овсеенко, М. С. Урицкий, В. Володарский, А. А. Иоффе. Первое совещание между Лениным и Троцким, на котором обсуждалось возможное слияние, прошло уже 10 мая. Обе стороны приходят к выводу, что их программы действий, применительно к существовавшей тогда в России ситуации, полностью совпадают. Уже на этом совещании Ленин предлагает Троцкому вступить в ряды большевиков, однако он откладывает принятие решения, ожидая мнения своих соратников — «межрайонцев». Сам же Ленин, комментируя эти переговоры, замечает, что немедленно объединиться с Троцким им обоим мешают «амбиции, амбиции, амбиции».
По воспоминаниям В. С. Войтинского, Ленин неоднократно заявлял, что «партия не пансион для благородных девиц. Нельзя к оценке партийных работников подходить с узенькой меркой мещанской морали. Иной мерзавец может быть для нас именно тем полезен, что он мерзавец… У нас хозяйство большое, а в большом хозяйстве всякая дрянь пригодится». По оценке В. М. Молотова, «Ленин… умел всех использовать — и большевика, и полубольшевика, и четвертьбольшевика, но только грамотного». Луначарский отмечает, что «огромная властность и какое-то неумение или нежелание быть сколько-нибудь ласковым и внимательным к людям, отсутствие того очарования, которое всегда окружало Ленина, осуждали Троцкого на некоторое одиночество. Подумать только, даже немногие его личные друзья (я говорю, конечно, о политической сфере) превращались в его заклятых врагов».
16 мая Кронштадтский совет объявляет себя единственной властью в городе, и требует отзыва комиссара Временного правительства Пепеляева В. Н.. Сложившееся положение было рассмотрено исполкомом Петросовета 22 мая. На заседании представителям кронштадтцев Раскольникову и Рошалю пришлось оправдываться перед эсеро-меньшевистским большинством Петросовета по обвинению в образовании «Кронштадтской республики», решившей «отложиться от России». Одним из немногих ораторов Совета, выступивших на стороне кронштадтцев, стал Троцкий, по выражению Суханова Н. Н., принимал «очень близкое участие в кронштадтских делах».

Троцкий и Луначарский, как известно, не были в то время [май 1917] членами большевистской партии. Но эти первоклассные ораторы уже успели стать популярнейшими агитаторами в течение двух-трёх недель. Успехи их начались, пожалуй, с Кронштадта, где они гастролировали очень часто. В Кронштадте уже в половине мая Керенский, подготовлявший наступление, фигурировал с эпитетами: «социалист-грабитель и кровопийца».

В июне Троцкий называет сложившуюся систему «двоевластия» — «двоебезвластием» и характеризует «соглашательство» меньшевистско-эсеровских Советов со Временным правительством следующим образом:

Мелкобуржуазная интеллигенция, поднятая на неожиданную для неё самой высоту образованием Совета Рабочих и Солдатских Депутатов, больше всего испугалась ответственности, и поэтому почтительно предоставила власть капиталистически-помещичьему правительству, вышедшему из недр третьеиюньской Думы. Органический страх мелкого обывателя перед святыней государственной власти, весьма откровенно проступавший у народников, прикрывался у меньшевиков-оборонцев доктринёрскими рассуждениями о недопустимости для социалистов брать на себя бремя власти в буржуазной революции— Троцкий Л. Д. Двоебезвластие.
.
На момент созыва I Съезда Советов Троцкий ещё не присоединился к большевикам. Возглавляемая им социал-демократическая фракция межрайонцев появляется на этом съезде в составе социал-демократической фракции «объединённых интернационалистов», созданной на основе «меньшевиков-интернационалистов», выступавших за прекращение войны.

## Июльские события
На момент начала июльских событий в Петрограде Троцкий формально ещё не вошёл в состав партии большевиков, хотя фактически уже стоял на их платформе (см. Троцкий и Ленин). С началом событий Троцкий сыграл заметную роль в защите от революционной толпы министра земледелия Временного правительства — пользовавшегося на тот момент значительной популярностью лидера партии эсеров Чернова В. М. Толпа попыталась арестовать Чернова вместо министра юстиции Переверзева; кронштадтские матросы уже затащили Чернова в автомобиль, порвав на нём пиджак, а неизвестный рабочий, поднеся кулак к лицу министра, заорал: «Бери власть, коли дают!». Троцкий выступает перед толпой кронштадтских матросов, заявив:

Товарищи кронштадтцы, краса и гордость русской революции! Я убеждён, что никто не омрачит нашего сегодняшнего праздника, нашего торжественного смотра сил революции, ненужными арестами. Кто тут за насилие, пусть поднимет руку!

После этого толпа с недовольным видом расступилась, и министр смог вернуться в здание. Непосредственный очевидец инцидента Суханов Н. Н. в своей фундаментальной работе «Записки о революции» привёл даже более красочное описание:

…Да здравствует красный Кронштадт, слава и гордость революции!.. Каждый из вас доказал свою преданность революции. Каждый из вас готов сложить за неё голову. Я это знаю… Дай мне руку, товарищ!.. Дай руку, брат мой!.. 
Троцкий протягивал руку вниз, к матросу, особенно буйно выражавшему свой протест. Но тот решительно отказывался ответить тем же и отводил в сторону свою руку, свободную от винтовки. Если это были чуждые революции люди или прямые провокаторы, то для них Троцкий был тем же, что и Чернов или значительно хуже: они могли только ждать момента, чтобы расправиться вместе с адвокатом и подзащитным. Но я думаю, что это были рядовые кронштадтские матросы, воспринявшие по своему разумению большевистские идеи…
Не зная, что делать, кронштадтцы отпустили Чернова. Троцкий взял его за руку и спешно увёл внутрь дворца. Чернов в бессилии опустился на свой стул в президиуме… 
По утверждению исполнявшего должность начальника контрразведки Петроградского военного округа капитана Никитина, в благодарность Чернов сообщил Троцкому о том, что Временное правительство собирается его арестовать. Однако затем Троцкий в знак солидарности с большевиками сам требует себя арестовать. 5 июля проходит конспиративная встреча Ленина с Троцким, на которым обсуждаются перспективы дальнейших действий. После этой встречи Троцкий публикует открытое письмо Временному правительству, в котором заявляет о полной солидарности с Лениным, и о готовности опровергнуть все обвинения в сотрудничестве большевиков с Германией.
В результате Троцкий был арестован одновременно с Луначарским в ночь на 23 июля, и заключён в тюрьму «Кресты», где был на следующий день допрошен. Через несколько дней печатный орган межрайонцев «Вперёд» заявил протест, и «настоятельно просил тов. рабочих воздержаться от каких-либо активных выступлений в связи с продолжающимися арестами революционных социал-демократов».
На допросе Троцкий полностью отрицал как организованный характер июльских событий, так и «германский след» в этих событиях и вообще деятельности большевиков. Троцкий назвал Ленина, Зиновьева, Каменева и Коллонтай «бескорыстными революционерами», «неспособными совершать преступления в интересах германского деспотизма».

24 июля, следователь г. Александров предъявил мне то же обвинение, что и Ленину, Зиновьеву, Коллонтай и др., т.-е. обвинение в том, что я вошёл в соглашение с агентами Германии и Австрии с целью дезорганизации русской армии, получал от названных государств денежные средства и пр….г. Александров, считая «доказанным», что Ленин является агентом Германии, мою виновность выводил уже из того, что я 1) приехал вместе с Лениным из Германии; 2) состоял членом Ц. К. большевиков; 3) состоял одним из руководителей военной организации при Ц. К. … Если бы г. прокурор и следователь, прежде чем арестовать меня и подвергать допросам, потрудились навести самые простые справки, они могли бы узнать, что я приехал на месяц позже Ленина, — не через Германию, а из Америки через Скандинавию, и никогда не входил в Ц. К. и не имел никакого отношения к его военной организации.

Троцкий описал себя следователю Временного правительства, как лицо «внеисповедного состояния», «при старом режиме» лишённое гражданских и воинских прав. Единственным источником средств к существованию Троцкий назвал журналистскую деятельность. За время пребывания в тюрьме написал две работы: «Когда же конец проклятой бойне?» и «Что же дальше? (Итоги и перспективы)», в которых отстаивал необходимость как прекращения Первой мировой войны, так и свержения Временного правительства.
Деятельность Троцкого во время «июльских дней» привела к окончательному слиянию фракции «межрайонцев» с большевиками. На VI Съезде РСДРП(б) Троцкий заочно (на тот момент находился в «Крестах») был принят в большевистскую партию, и сразу избран членом ЦК и почётным председателем съезда, вместе с Лениным, Каменевым, Коллонтай и Луначарским.
После провала корниловского выступления Троцкий 2 сентября был выпущен из «Крестов» под залог в 3 тыс. руб., внесённых его сестрой, Каменевой О. Д. (женой Каменева Л. Б.)
Выражение Троцкого «краса и гордость революции», сказанное им в адрес кронштадтских матросов, стало крылатым. Неоднократно оно использовалось, в издевательском ключе, и оппонентами большевизма. Художник Симаков разместил в 1918 году в издании «Синий журнал» так называемые «революционные шаржи», в которых Троцкий был описан так:

Большая грива волос на голове, отчего на кафедре он кажется выше своего роста. Лицо подвижное, быстрые глаза; выдвинутые вперёд губы делают лицо каким-то приплюснутым, а небольшая бородёнка и усы ещё сильнее подчёркивают хищную замкнутость. Теноровый, как будто стальной, иногда громкий, голос. Манера говорить коротко, чеканя слова и обрывая чётко концы фраз.
Хотя у него есть фамилия, которая пишется Бронштейн, но это человек без родины, без отца, без бога. Его успех равен его безмерной наглости, и толпа, жаждущая «хлеба и зрелищ», всегда поймёт его и будет аплодировать до потери сознания.
— Краса и гордость революции! — бросит он ей, когда нужно, и она заржёт от восторга.
И в его речах только два мотива; злобный и льстивый. И не громит он, а жалит и язвит.
Обладая от природы этим удивительным даром злоязычия, Троцкий развил его упражнениями до совершенства. Как острою шпагою опытный фехтовальщик, разит он удары противника, осыпая его выпадами, беспощадными и бесчестными. И в борьбе он никогда не упустит случая повалить противника «под ножку», нанести ему удар в спину из-за угла, подсунуть револьвер, из которого предварительно взяты все патроны, словом, как действует худшая из женщин.
— Наш московский товарищ и друг Бухарин, — аттестует он своих, столь грозный и суровый к чужим.

## Июль-сентябрь 1917 года
VI съезд РСДРП(б) принимает «межрайонцев» в состав большевистской партии, а их лидеров Троцкого и Урицкого избирает в состав ЦК. Вместе с тем предложение Ленина ввести Троцкого в редколлегию «Правды» отклоняется 11 голосами против 10.
В июле-сентябре Троцкий благодаря своим способностям оратора играет ключевую роль в «разагитировании» петроградских солдат и кронштадтских матросов и их переходе на сторону большевиков. Его излюбленной ареной для выступлений становится цирк «Модерн». Этот цирк располагался недалеко от особняка Кшесинской, на углу Кронверкского и Каменноостровского проспектов. К 1917 году здание цирка сильно обветшало, и в январе 1917 года пожарные запретили проводить в нём цирковые представления.

Я застал в Петербурге всех ораторов революции с осипшими голосами или совсем без голоса. Революция 1905 г. научила меня осторожному обращению с собственным горлом. Митинги шли на заводах, в учебных заведениях, в театрах, в цирках, на улицах и на площадях. Я возвращался обессиленный за полночь, открывал в тревожном полусне самые лучшие доводы против политических противников, а часов в семь утра, иногда раньше, меня вырывал из сна ненавистный, невыносимый стук в дверь: меня вызывали на митинг в Петергоф или кронштадтцы посылали за мной катер. Каждый раз казалось, что этого нового митинга мне уже не поднять. Но открывался какой-то нервный резерв, я говорил час, иногда два, а во время речи меня окружало плотное кольцо делегаций с других заводов или районов. Оказывалось, что в трёх или пяти местах ждут тысячи рабочих, ждут час, два, три. Как терпеливо ждала в те дни нового слова пробуждённая масса.

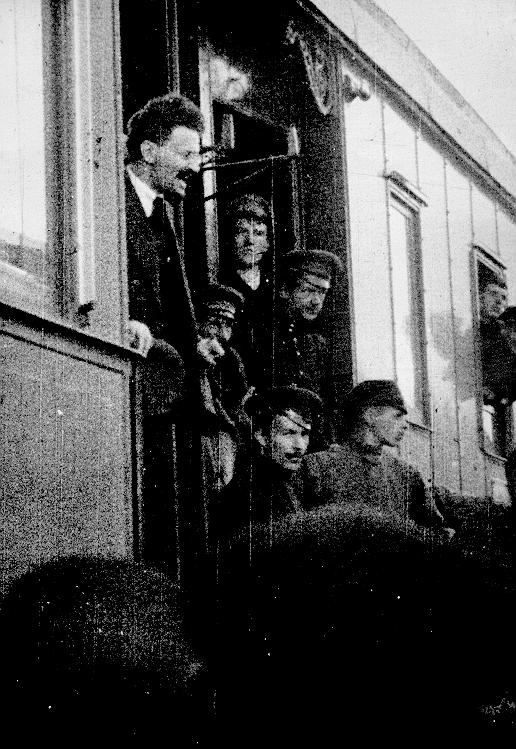
Прибытие Троцкого в Петроград, май 1917 года
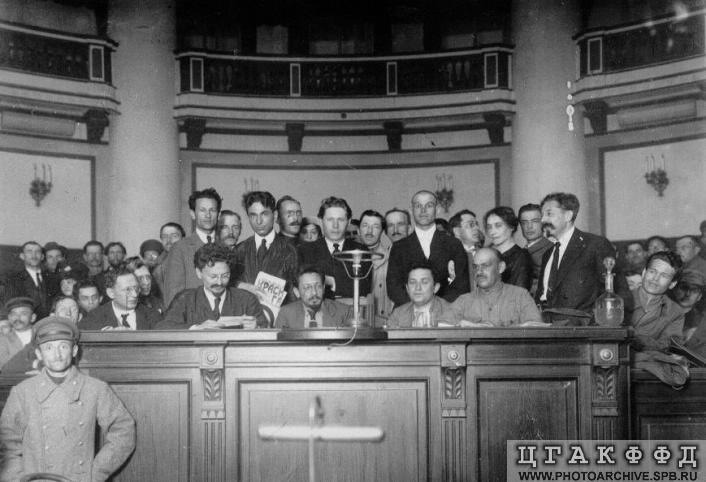
Троцкий в президиуме II Съезда Советов Северной области, 1 августа 1918 года

Современник Куторга И. в своей работе «Ораторы и массы. Риторика и стиль политического поведения в 1917 году» так описал свои личные впечатления от выступления Троцкого:

Троцкий, которого я слышал уже искушённым посетителем политических собраний, поразил меня тем чудовищным запасом ненависти, которую излучал из себя настоящий демон революции. Уже тогда в нём чувствовалось нечто действительно страшное. Помню, я также был поражён его диалектическими способностями. На крестьянском съезде он выступал среди предельно враждебной ему аудитории. Казалось, большевистский оратор не сможет сказать ни одного слова. И действительно, вначале оборончески и эсеровски настроенные делегаты прерывали Троцкого на каждом слове. Через несколько минут своей находчивостью и страстностью Троцкий победил аудиторию настолько, что заставил себя слушать. А окончив речь, он даже услышал аплодисменты.

В ходе большевизации Советов в сентябре 1917 года большевикам удалось получить большинство мест в Петросовете. 20 сентября председателем Петросовета стал Троцкий, который уже возглавлял Совет во время революции 1905 года.
12 октября Троцкий в качестве председателя Петросовета сформировал Петроградский ВРК — основной орган руководства большевистским восстанием.
С образованием Предпарламента Троцкий также был избран и в этот орган и возглавил в нём большевистскую фракцию. С самого начала Троцкий требовал бойкота работы Предпарламента, как слишком «буржуазного» по составу. После получения одобрения скрывавшегося тогда в Финляндии Ленина Троцкий 7 (20) октября от имени большевиков официально объявил о бойкоте Предпарламента.
В целом к осени 1917 года старые разногласия Ленина и Троцкого уходят в прошлое. 1 ноября 1917 Ленин называет Троцкого «лучшим большевиком» («Троцкий давно сказал, что объединение [между большевиками и меньшевиками] невозможно. Троцкий это понял, и с тех пор не было лучшего большевика»), хотя ещё в апреле в своих заметках назвал Троцкого «мелким буржуа».
Вместе с тем между Лениным и Троцким возникли разногласия по поводу подготовки вооружённого восстания. В то время, как Каменев и Зиновьев на тот момент, опасаясь повторения июльского поражения, требовали никакого восстания не поднимать, Ленин настаивал на немедленном восстании. Троцкий предпочёл «промежуточную» позицию, собравшую в итоге большинство голосов ЦК: восстание поднять, приурочив его к созыву II Съезда Советов, который тем самым стал бы перед фактом того, что Временное правительство разогнано, режима «двоевластия» более не существует, и Съезду придётся тем самым сформировать новую, и единственную власть.

## Октябрьская революция
Ленин, «немедленно предоставляя» землю крестьянам и проповедуя захват, фактически подписался под анархистской тактикой и под эсеровской программой. То и другое было любезно и понятно мужичку, который отнюдь не был фанатическим сторонником марксизма. Но то и другое, по меньшей мере 15 лет, поедом ел марксист Ленин. Теперь это было брошено. Ради любезности и понятности мужичку Ленин стал и анархистом, и эсером.
Троцкий же так разрешал одним духом все продовольственные затруднения, что небу становилось жарко… В каждую деревню Советская власть пошлёт солдата, матроса и работницу (на десятках митингов Троцкий говорил почему-то именно работницу); они осмотрят запасы у зажиточных, оставят им сколько надо, а остальное бесплатно — в город или на фронт… Петербургская рабочая масса с энтузиазмом встречала эти обещания и перспективы.
Понятно, что всякая «конфискация» и всякая «бесплатность», рассыпаемые направо и налево с царской щедростью, были пленительны и неотразимы в устах друзей народа. Перед этим не могло устоять ничто. И это было источником самопроизвольного и неудержимого развития этого метода агитации… Богачи и бедняки; у богачей всего много, у бедняков ничего нет; всё будет принадлежать беднякам, всё будет поделено между неимущими. Это говорит вам ваша собственная рабочая партия, за которой идут миллионы бедноты города и деревни, — единственная партия, которая борется с богачами и их правительством за землю, мир и хлеб.
Всё это бесконечными волнами разливалось по всей России в последние недели… Всё это ежедневно слышали сотни тысяч голодных, усталых и озлобленных… Это было неотъемлемым элементом большевистской агитации, хотя и не было их официальной программой.
Но возникает деликатный вопрос: был ли социализм в этой «платформе»? Не пропустил ли я социализма? Приметил ли я слона?…
Движение масс явно выходило из берегов. Рабочие районы Петербурга кипели на глазах у всех. Слушали одних большевиков и только в них верили. У знаменитого цирка «Модерн», где выступали Троцкий, Луначарский, Володарский, все видели бесконечные хвосты и толпы людей, которых уже не вмещал переполненный огромный цирк. Агитаторы звали от слов к делу и обещали совсем близкое завоевание Советской власти. И наконец в Смольном заработали над созданием нового, более чем подозрительного органа «обороны»…
Мы отправились в Смольный. Я увидела Троцкого, который еле держался на ногах от усталости. Помню, как отец, улыбаясь, сказал ему: "Поздравляю вас. Лев Давыдович." И тот, думая очевидно, что отец имеет в виду последние события, ответил: "Вас тоже." Отец, всё также улыбаясь, сказал: "Нет, Вас лично поздравляю» Лев Давыдович, с днём рождения." Тот удивлённо посмотрел на него, потом хлопнул себя ладонью по лбу, засмеялся и сказал: "Совершенно забыл! А, впрочем, очень неплохо отпраздновал день рождения."
Роль Троцкого в подготовке и проведении переворота в Петрограде является дискуссионной. По мнению Ричарда Пайпса, Троцкий в отсутствие Ленина, бежавшего в Финляндию в июле 1917 года, вплоть до его возвращения возглавляет большевиков (см. также ). Курцио Малапарте в своей работе 1931 года «Техника государственного переворота» называет Ленина основным стратегом «пролетарской революции», а Троцкого — основным тактиком именно Октябрьского восстания. По мнению Ленина, «После того, как Петербургский Совет перешёл в руки большевиков, Троцкий был избран его председателем, в качестве которого организовал и руководил восстанием 25 октября». Сам же Троцкий в 1935 году оценивал свою роль в октябрьских событиях следующим образом:
| Не будь меня в 1917 г. в Петербурге, Октябрьская революция произошла бы — при условии наличности и руководства Ленина. Если бы в Петербурге не было ни Ленина, ни меня, не было бы и Октябрьской революции: руководство большевистской партии помешало бы ей свершиться… Если б в Петербурге не было Ленина, я вряд ли справился бы… исход революции оказался бы под знаком вопроса. Но, повторяю, при наличии Ленина Октябрьская революция всё равно привела бы к победе. |

Сталин в выпуске газеты «Правда» № 241 от 6 ноября 1918 г. писал, что «Вся работа по практической организации восстания проходила под непосредственным руководством председателя Петроградского Совета тов. Троцкого. Можно с уверенностью сказать, что быстрым переходом гарнизона на сторону Совета и умелой постановкой работы Военно-революционного комитета партия обязана, прежде всего, и главным образом, тов. Троцкому. Товарищи Антонов и Подвойский были главными помощниками Троцкого».
Анализируя все эти, и другие подобные высказывания, историки Ю. Г. Фельштинский и Г. И. Чернявский пишут, что «Военно-революционный комитет (военревком) Петроградского совета был создан 12 (25) октября 1917 г. формально для организации обороны города в случае приближения германских войск, фактически для проведения большевистского переворота. Военревкомом непосредственно руководил председатель Петроградского совета Л. Д. Троцкий».
При этом непосредственная роль Троцкого в деятельности ВРК, как основного органа восстания, до сих пор нуждается в исследовании. Вплоть до начала Октябрьской революции деятели ВРК, и сам Троцкий лично в своих публичных выступлениях опровергали утверждения, что они занимаются подготовкой восстания, а первым председателем ВРК стал левый эсер Лазимир П. Е, назначенный, по воспоминаниям самого Троцкого, для отвода глаз. Кроме того, Троцкий в октябре 1917 года оставался председателем Петросовета, и в этом качестве имел много обязанностей, в какой-то степени отвлекавших его от руководства революцией.
По данным исследователя Сергея Шрамко, всем ходом Октябрьского переворота, начиная ещё с 23 октября 1917 г., руководил член ЦК РСДРП(б)и его Узкого состава Адольф Абрамович Иоффе. А непосредственный план захвата Зимнего дворца был разработан под руководством Ленина Подвойским Н. И., и утверждён ВРК, возложившим его исполнение на Подвойского Н. И., Антонова-Овсеенко В. А. и Чудновского Г. И. Все трое приняли участие в штурме Зимнего дворца, Антонов-Овсеенко подписал ультиматум Временному правительству, и арестовал его министров. Согласно плану восстания предполагалась также помощь восставшим со стороны революционных матросов Гельсингфорса и Кронштадта. Соответствующая телеграмма в Гельсинфоргс была отправлена Смилге И. Т. от Свердлова Я. М., также входившего в ВРК.
Первый председатель ВРК левый эсер Лазимир 22 октября подал в отставку, вместо него на момент начала Октябрьской революции председателем ВРК было уже другое лицо. Существуют противоречащие друг другу данные, кто же именно являлся председателем ВРК на момент начала восстания и сразу после него. Согласно данным советской историографии, им был Подвойский. По другим данным — один из ближайших сторонников Троцкого, Иоффе А. А. Исследователь Александр Рабинович считает, что в период 21-25 октября 1917 обязанности председателя ВРК исполняли в равной степени Подвойский, Антонов-Овсеенко, Троцкий и Лазимир.
В то же время имеется документ от 30 октября 1917 года, в котором Ленин подписался, как «председатель ВРК». Имеются также и документы, датированные ноябрём 1917 года, и подписанные Троцким также как «председателем ВРК». Уже в марте 1918 года Троцкий подписал воззвание к населению о переносе столицы в Москву также от имени председателя ВРК, хотя на самом деле ВРК самораспустился ещё в декабре 1917 года.
Ленин появляется в ставшем резиденцией ВРК Смольном только накануне восстания, 24 октября, когда подготовка уже шла полным ходом. Непосредственно руководить боевыми действиями Ленин начал только с началом выступления Керенского-Краснова.
Резюмируя все имеющиеся свидетельства, исследователь Сергей Шрамко замечает:

…кто реально руководил восстанием, если к этому не причастны все штабы, партийные центры, тройки, бюро? Стоят, переминаясь, в строю претендентов на роль председателя Петроградского Военно-революционного комитета, Подвойский, Урицкий, Сталин, Троцкий, Ленин и Антонов-Овсеенко. Сбоку на пенёчке устроился — нога на ногу, — отказавшийся от председательства, написав Положение о ВРК, Лазимир… Ну, а почему не допустить, что у Октября было коллективное руководство и все перечисленные лица на равных командовали стотысячной армией революции?

Именно поэтому в процитированной выше работе я отвергаю идею коллективного руководства и доказываю, что руководство Октябрьским переворотом, как всякой военной операции, принадлежало не группе лиц, а одному человеку — члену ЦК и Секретариата ЦК, а также Узкого состава ЦК (будущего Политбюро ЦК) РСДРП(б), председателю ПВРК Адольфу Абрамовичу Иоффе, в первые годы Советской власти одному из главных лиц в руководстве партии и страны. Сергей Шрамко.
В то же время несомненна роль ряда большевистских митинговых ораторов: Троцкого, Володарского, Лашевича, Коллонтай, Раскольникова и Крыленко, в «разагитировании» колеблющихся частей Петроградского гарнизона в период 21 — 25 октября. Троцкий 23 октября лично «разагитировал» последнюю колеблющуюся часть — гарнизон Петропавловской крепости. Историк революции Суханов Н. Н. оставил также яркую запись выступления Троцкого в Народном доме 22 октября:

Вокруг меня было настроение, близкое к экстазу, казалось, толпа запоёт сейчас без всякого сговора и указания какой-нибудь религиозный гимн… Троцкий формулировал какую-то общую краткую резолюцию… Кто за? Тысячная толпа как один человек подняла руки… Троцкий продолжал говорить. Несметная толпа продолжала держать руки. Троцкий чеканил слова: "Это ваше голосование пусть будет вашей клятвой всеми силами, любыми средствами поддержать Совет, взявший на себя великое бремя довести до конца победу революции и дать землю, хлеб и мир!
Несметная толпа держала руки. Она согласна. Она клянётся.

С началом ожесточённой борьбы за власть в ВКП(б) Троцкий, начиная по крайней мере с «литературной дискуссии» осенью 1924, начал широко апеллировать к своим «заслугам перед партией». В качестве противовеса Сталин выдвинул теорию о том, что руководящим органом Октябрьской революции якобы являлся «Военно-революционный центр» («Партийный центр»), назначенный на усиление ВРК в качестве его «руководящего ядра», и ставший, согласно сталинской историографии, «боевым штабом Октябрьского вооружённого восстания». Сталин входил в состав «военно-революционного центра», в то время как Троцкий в состав этого органа не входил.
Подобная организация руководящих органов восстания считалась очевидной уже в 1920-е — 1930-е годы, в условиях однопартийного правления, которое всё больше централизовалось в руках одного вождя. Однако в реальности в 1917 году ВРК был органом не РСДРП(б), а внепартийным органом Петросовета, в который на равных с большевиками входили также и левые эсеры. Судя по всему, партийный «Военно-революционный центр» во время Октябрьской революции даже ни разу не заседал.
С началом десталинизации после XX съезда КПСС роль «партийного центра» в революции была вновь сведена к нулю, и Сталину перестало приписываться руководство этим органом. Согласно БСЭ, состав Военно-революционного центра начал выглядеть следующим образом: А. С. Бубнов, Ф. Э. Дзержинский, Я. М. Свердлов, И. В. Сталин, М. С. Урицкий.

## II Съезд Советов
Прямо во время восстания в Петрограде открылся исторический II Всероссийский съезд Советов рабочих и солдатских депутатов. Большинство мест на нём заняли большевики и левые эсеры. Однако им пришлось столкнуться с яростной обструкцией умеренных социалистов, обвинявших их в организации «военного заговора». В знак протеста эсеры и меньшевики покинули Съезд, отказавшись принять участие в работе нового правительства.
Во время заседания на Съезде появляется представитель ВЦИК I Съезда крестьянских Советов, и призывает собравшихся покинуть заседание, с тем, чтобы «умереть под развалинами Зимнего дворца». После этого матрос с «Авроры» замечает, что развалин нет, так как стреляли холостыми.
Сторону большевиков на Съезде представлял Троцкий, как самый способный оратор. Он отверг все обвинения в организации «заговора», ответил на протесты в аресте министров-социалистов Временного правительства, и сам в ответ заявил, что отныне место эсеров и меньшевиков лишь на свалке истории:

Восстание народных масс не нуждается в оправдании. То, что произошло, это восстание, а не заговор. Мы закаляли революционную энергию петербургских рабочих и солдат. Мы открыто ковали волю масс на восстание, а не на заговор... Народные массы шли под нашим знаменем, и наше восстание победило. И теперь нам предлагают: откажитесь от своей победы, идите на уступки, заключите соглашение. С кем? Я спрашиваю, с кем мы должны заключить соглашение? С теми жалкими кучками, которые ушли отсюда или которые делают это предложение? Но ведь мы видели их целиком. Больше за ними нет никого в России. С ними должны заключить соглашение, как равноправные стороны, миллионы рабочих и крестьян, представленных на этом Съезде, которых они не первый и не в последний раз готовы променять на милость буржуазии. Нет, тут соглашение не годится. Тем, кто отсюда ушёл и кто выступает с предложениями, мы должны сказать: вы — жалкие единицы, вы — банкроты, ваша роль сыграна и отправляйтесь туда, где вам отныне надлежит быть: в сорную корзину истории.

На заседании от 26 октября Съезд, проходивший под председательством Каменева Л. Б., огласил резолюцию о формировании первого послеоктябрьского правительства, в который в связи с эсеро-меньшевистским бойкотом вошли только большевики:

...Съезд...постановил: Образовать для управления страной, впредь до созыва Учредительного Собрания, временное рабочее и крестьянское правительство, которое будет именоваться Советом Народных Комиссаров. Заведование отдельными отраслями государственной жизни поручается комиссиям, состав которых должен обеспечить проведение в жизнь провозглашённой Съездом программы, в тесном единении с массовыми организациями рабочих, работниц, матросов, солдат, крестьян и служащих. Правительственная власть принадлежит коллегии председателей этих комиссий, т.-е. Совету Народных Комиссаров. Контроль над деятельностью Народных Комиссаров и право смещения их принадлежит Всероссийскому Съезду Советов Рабочих, Солдатских и Крестьянских Депутатов и его Центральному Исполнительному Комитету. 
В настоящий момент Совет Народных Комиссаров составляется из следующих лиц: ... [Нарком] По делам иностранным — Л. Д. Бронштейн(Троцкий). 

## Поход Керенского-Краснова
В ходе восстания в Петрограде свергнутый министр-председатель Временного правительства Керенский А. Ф. бежал на фронт, откуда надеялся двинуть на столицу лояльные себе части. Уже в ходе II Съезда Советов на сторону большевиков перешли высланные Керенским части самокатчиков, становится также известно о нежелании Северного фронта участвовать в подавлении большевистского выступления.
Единственной военной силой, которая на какое-то время высказала поддержку Керенскому, оказался 3-й казачий корпус генерала П. Н. Краснова, части которого заняли 27 октября Гатчину. Большевики развернули бурную деятельность по подавлению этого выступления.
29 октября Ленин и Троцкий лично прибыли на Путиловский завод для проверки подготовки артиллерийских орудий и бронепоезда. В тот же день Троцкий прямо с заседания Петросовета лично отбыл на Пулковские высоты, туда же прибыл Дыбенко П. Е.
Во время решающего столкновения с казаками генерала Краснова Троцкий находился в самой гуще событий. 31 октября в 210 Троцкий от имени Совнаркома отправил из Пулкова в Петроград телеграмму, в которой сообщал об окончательном разгроме Керенского.

## Кризис вокруг Викжеля. Однородное социалистическое правительство
Немедленно после Октябрьского восстания в Петрограде большевикам пришлось столкнуться с самым ожесточённым сопротивлением. Практически сразу же после событий в Петрограде началось восстание в Москве, а 29 октября произошло юнкерское выступление в Петрограде под эгидой меньшевистско-эсеровского Комитета спасения Родины и революции.
Ещё одной серьёзной угрозой новой власти стал меньшевистско-эсеровский исполком железнодорожного профсоюза Викжель, угрожавший большевикам полной остановкой всех перевозок. Викжель отказался признавать Совнарком, заявив, что после того, как II Съезд Советов покинули эсеры и меньшевики, он лишился кворума. Со своей стороны железнодорожники потребовали сформировать «однородное социалистическое правительство» из представителей всех социалистических партий.
Демарш Викжеля воспринимался большевиками как крайне серьёзная угроза, тем более реальная, что именно революционные железнодорожники сыграли важную роль во время корниловского выступления, заблокировав в соответствии с инструкцией министра путей сообщения Ливеровского А. В. железнодорожное полотно на пути следования корниловских войск. Железнодорожники сыграли заметную роль и в событиях Февральской революции, заблокировав несостоявшуюся «карательную экспедицию» генерала Иванова Н. И. (см. Отречение Николая II).
29 октября начались переговоры большевиков с умеренными социалистами, на которых меньшевики и правые эсеры, в частности, потребовали исключить из обсуждаемого состава правительства Ленина и Троцкого «как персональных виновников Октябрьского переворота». На тот момент исход борьбы с корпусом генерала Краснова был ещё не ясен.
Положение самих Ленина и Троцкого стало тем более тяжёлым, что сами они не смогли участвовать в переговорах, так как были крайне заняты борьбой с силами Керенского — Краснова. В их отсутствие ЦК РСДРП(б) под влиянием Зиновьева, Каменева и Ногина вынес резолюцию об удовлетворении требований Викжеля.
Как отмечает Ричард Пайпс, трудно даже себе представить, как в подобных условиях могли бы дальше развиваться события, если бы Ленину и Троцкому всё же не удалось подавить выступление Керенского -Краснова. 1(14) ноября 1917 года проходит заседание Петроградского комитета РСДРП(б), на котором они оба уже появились.
Первым пунктом повестки дня было исключение из партии, по предложению Ленина, Луначарского А. В., протестовавшего против разрушений в Москве во время Октябрьского восстания. Это предложение было отвергнуто.
Далее оба лидера сделали ряд крайне резких заявлений. По выражению Ленина,

А если бы буржуазия была победительницей, она б поступила, как в 1848 и 1871 г. г. ... И мы должны применить силу: арестовать директоров банков и пр. Даже кратковременные их аресты уже давали результаты, очень хорошие. ... В Париже гильотинировали, а мы лишь лишим продовольственных карточек ... Троцкий давно сказал, что объединение [с эсерами и меньшевиками] невозможно. Троцкий это понял, и с тех пор не было лучшего большевика. ... Вот викжелевцев арестовать — это я понимаю. Пускай вопят об арестах... Наш лозунг теперь: без соглашений, то есть за однородное большевистское правительство!

Ленин крайне резко высказался против позиции Зиновьева-Каменева, назвав её «изменой», и пообещав, в случае, если большинство его не поддержит, «пойти к матросам».
Не менее жёстким стало выступление Троцкого:

Нам говорят, мы неспособны строить. Но тогда надо просто уступить власть тем, которые были правы в борьбе против нас. А ведь мы уже сделали большую работу. Нельзя, говорят, сидеть на штыках. Но и без штыков нельзя. Нам нужен штык там, чтобы сидеть здесь...Вся эта мещанская сволочь, что сейчас не в состоянии встать ни на ту, ни на другую сторону, когда узнаёт, что наша власть сильна, будет с нами, в том числе и Викжель...Мелкобуржуазная масса ищет силы, которой она должна подчиниться. Кто не понимает этого — тот не понимает ничего в мире, ещё меньше — в государственном аппарате.
…
Против нас насилие, вооружённое, а чем повалить? тоже насилием. Луначарский говорит — льётся кровь — что же делать? Не надо начинать было. Тогда признайте: самая большая ошибка сделана была даже не в октябре, а в конце февраля, когда открылась арена будущей гражданской войны.

Под давлением Ленина и Троцкого большинство ЦК склонилось на их сторону.

## Выборы в Учредительное собрание
В 1917 году Троцкий был также избран в Учредительное собрание от Новгородского избирательного округа, по большевистскому партийному списку № 6 (см. Список членов Учредительного собрания). Ленин лично корректировал этот список, потребовав убрать из него ряд лиц, присоединившихся к большевикам лишь недавно, с тем чтобы не «превращать нашу партию в такое же поганое стойло карьеристов, как большинство европейских партий». Особенно резко Ленин возражал против кандидатур Покровского М. Н. и Юрия Ларина.
Вместе с тем, Ленин лично поддержал кандидатуру Троцкого, хотя он также присоединился к большевикам лишь незадолго до этого:

...никто не оспорил бы такой, например, кандидатуры, как Троцкого, ибо, во-первых, Троцкий сразу по приезде [в Россию из эмиграции] занял позицию интернационалиста [противника войны]; во-вторых, боролся среди межрайонцев за слияние [с большевиками]; в-третьих, в тяжёлые июльские дни оказался на высоте задачи и преданным сторонником партии революционного пролетариата [партии большевиков]. 